# Śpiżarny
Śpiżarny (łac. praefectus promptuarii) – w dawnej Polsce urzędnik dworski. Do jego obowiązków należało prowadzenie wykazu produktów żywnościowych wydawanych na potrzeby dworu królewskiego. Prowadził również, wspólnie z szafarzem, rachunki kuchni i magazynów królewskich.